# Курбанов, Руслан Камильевич
Руслан Камильевич Курбанов (узб. Ruslan Komilovich Qurbonov; 10 февраля 1993 года, Самарканд, Узбекистан) — легкоатлет Узбекистана, специализирующийся в тройном прыжке, мастер спорта Республики Узбекистан международного класса. В 2018 году выиграл серебряную медаль на Летних Азиатских играх. В 2019 году на Чемпионате Азии по лёгкой атлетике выиграл золотую медаль. Участник Летних Олимпийских игр 2016 и Летних Олимпийских игр 2020.

## Карьера
Начал спортивную карьеру в 2009 году. На Азиатских юношеских играх 2009 года в Сингапуре занял третье место в тройном прыжке с результатом 14.59 м. В этом же году на Чемпионате Азии по лёгкой атлетике в Гуанчжоу (Китай) с результатом 15.49 м занял лишь девятое место.
В 2010 году на первых Летних юношеских Олимпийских играх в Сингапуре в соревновательной дисциплине тройной прыжок оказался лишь шестым с результатом 15.48 м.
В 2011 году на Чемпионате Азии по лёгкой атлетике в Кобе (Япония) выступил неудачно и с результатом 15.51 м оказался лишь десятым.
В 2012 году на Чемпионате мира по лёгкой атлетике среди юниоров в Барселоне (Испания) с результатом 15.47 м оказался лишь семнадцатым.
В 2013 году на Чемпионате Узбекистана в Ташкенте показывает результат 15.97 м и тем самым выигрывает золото.
В 2014 году на Чемпионате Азии по лёгкой атлетике в помещении в Ханчжоу (Китай) завоевал бронзовую медаль с результатом ровно 16 м. В этом же году на Летних Азиатских играх в Инчхон (Республика Корея) с результатом 16.25 м был лишь седьмым.
В 2015 году на Чемпионате Азии по лёгкой атлетике в Ухане (Китай) с результатом 15.70 м оказался лишь одиннадцатым.
В 2016 году в Бишкеке (Кыргызстан) на международном соревновании на призы Олимпийской чемпионки — Татьяны Колпаковой показывает результат 16.40 м и занимает первое место. В июле 2016 года на Чемпионате Узбекистана в Андижане с результатом 16.87 занял первое место. В 2016 году принимал участие на XXXI Летних Олимпийских играх в Рио-де-Жанейро (Бразилия) в тройном прыжке. Однако выступил неудачно и не смог пройти квалификацию.
В 2018 году на Летних Азиатских играх в Джакарте (Индонезия) с результатом 16.62 м завоевал серебряную медаль, уступив индийскому атлету Арпиндер Сингх.
В 2019 году на Чемпионате Азии по лёгкой атлетике в Дохе (Катар) с результатом 16.93 м завоевал золотую медаль континента, опередив китайского атлета Жу Яминг на 6 сантиметров.
29 мая 2021 года на Чемпионате Узбекистана становится первым, а также 29 июня на Кубке Узбекистана был первым. В июне 2021 года в Бишкеке (Кыргызстан) на международном соревновании на призы Олимпийской чемпионки — Татьяны Колпаковой показывает результат 17.17 м и занимает первое место. Таким образом Руслан получил лицензию на Летние Олимпийские игры в Токио (Япония).